# Sant Ildefons (metrostation)
Sant Ildefons is een metrostation aan lijn 5 van de Metro van Barcelona.
Het station ligt onder de Avinguda República Argentina tussen Plaça Sant Ildefons en Carrer Camèlia in Cornellà de Llobregat. Het is geopend in 1976 en was een tijd het eindstation van lijn 5 tot de uitbreiding naar Cornellà Centre in 1983.
Dit station met zijperrons van 94 meter heeft een enkele kaartverkoop en twee ingangen. Tussen 2011 en 2012 is het station volledig gerenoveerd en gemoderniseerd. 